# Aquapark Adamovec
Aquapark Adamovec är ett äventyrsbad och spainrättning i Zagreb i Kroatien. Det invigdes officiellt den 3 juli 2013 och öppnade två dagar därefter för allmänheten. Äventyrsbadet är beläget i det fristående samhället Adamovec tillhörande stadsdelen Sesvete, drygt 28 kilometer nordöst om Zagrebs stadskärna.   

## Beskrivning
Aquapark Adamovec täcker en yta om 15 000 m2 i södra Adamovec. Mot inträdesavgift har besökare tillgång till 1 600 m3 vatten i anläggningens inom- och utomhus pooler. Äventyrsbadets huvudbyggnad är 4 200 m2 stor och har en 220 m2 stor bassäng som är anläggningens främsta attraktion. Utomhus finns en barnbassäng och en rekreationsbassäng med konstgjorda öar och jacuzzi. Utomhusfaciliteterna är öppna under sommarmånaderna.      